# 草酸钙
草酸钙是钙的草酸盐，化学式为CaC2O4或Ca(COO)2，分子量128.10，為白色針狀晶體。難溶於水和乙酸，可溶於稀硝酸和鹽酸中。由鈣鹽與草酸在水溶液中作用制得，在蒟蒻芋等植物裡面也含有。吞食会造成草酸盐中毒。尿液中的草酸钙结晶是人类肾结石的主要成分。
该化合物自然发生的水合形式有三个矿物种类：一水、二水和三水合物。自然界中主要存在草酸钙石（一水）、水草酸钙石（二水）和较少见的碳氧钙石（caoxite，三水）三种草酸钙的矿物。三水合物于130 °C时转化为一水合物，一水合物于200 °C时完全脱水为无水盐，并于430 °C分解。
草酸钙在水中的溶解度很小，因此可用于C2O42−和Ca2+离子的定量测定。

## 形态学
大多数晶体看起来像一个六面棱镜，往往看起来像是从一个木栅栏尖桩。超过90％的在尿液沉渣晶体将会具有这种类型的形态。相比六面棱镜形态，其他形状不太常见，但在醫學的紧急情况下能够快速地识别它们是重要的。

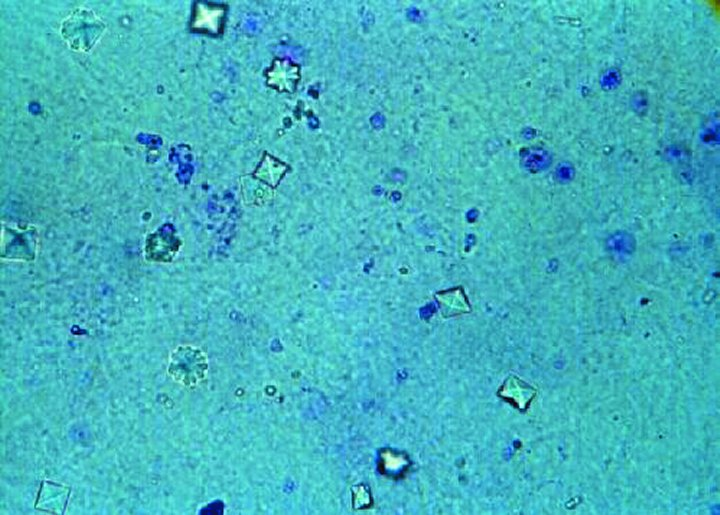
尿液镜检显示在尿液中的草酸钙晶体。 特别令人感兴趣的是六面的三维形态仿彿在观看这个栅栏的顶部出现的形态。
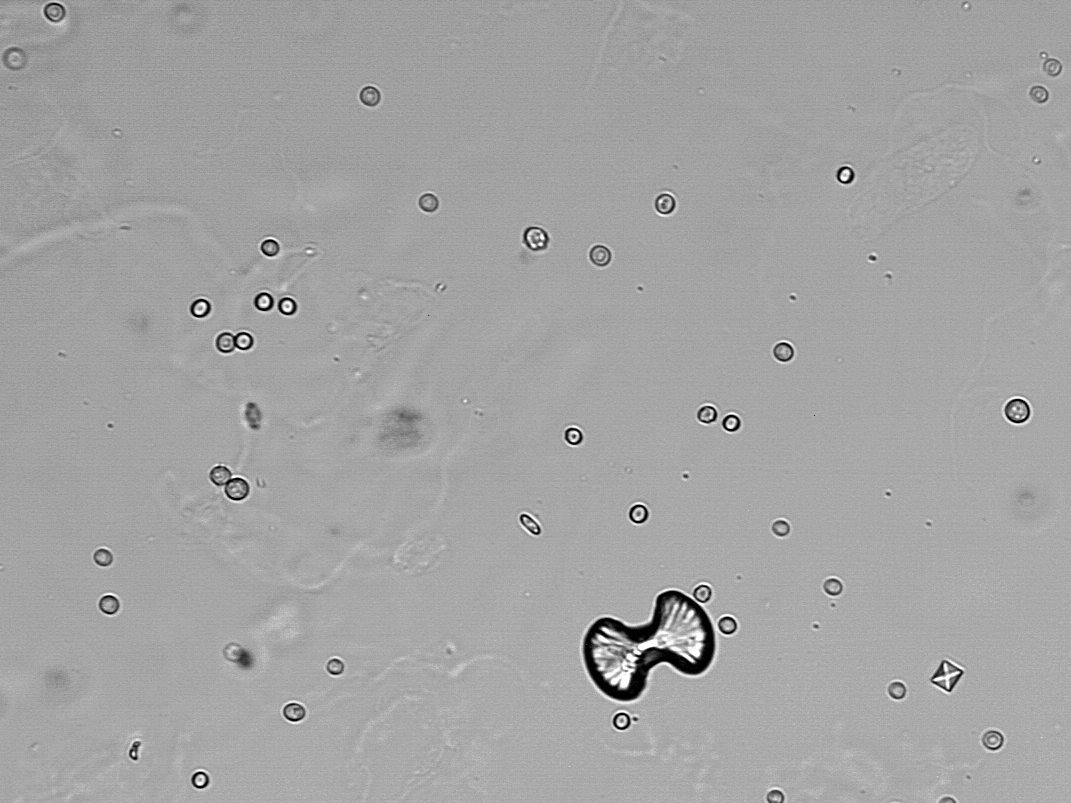
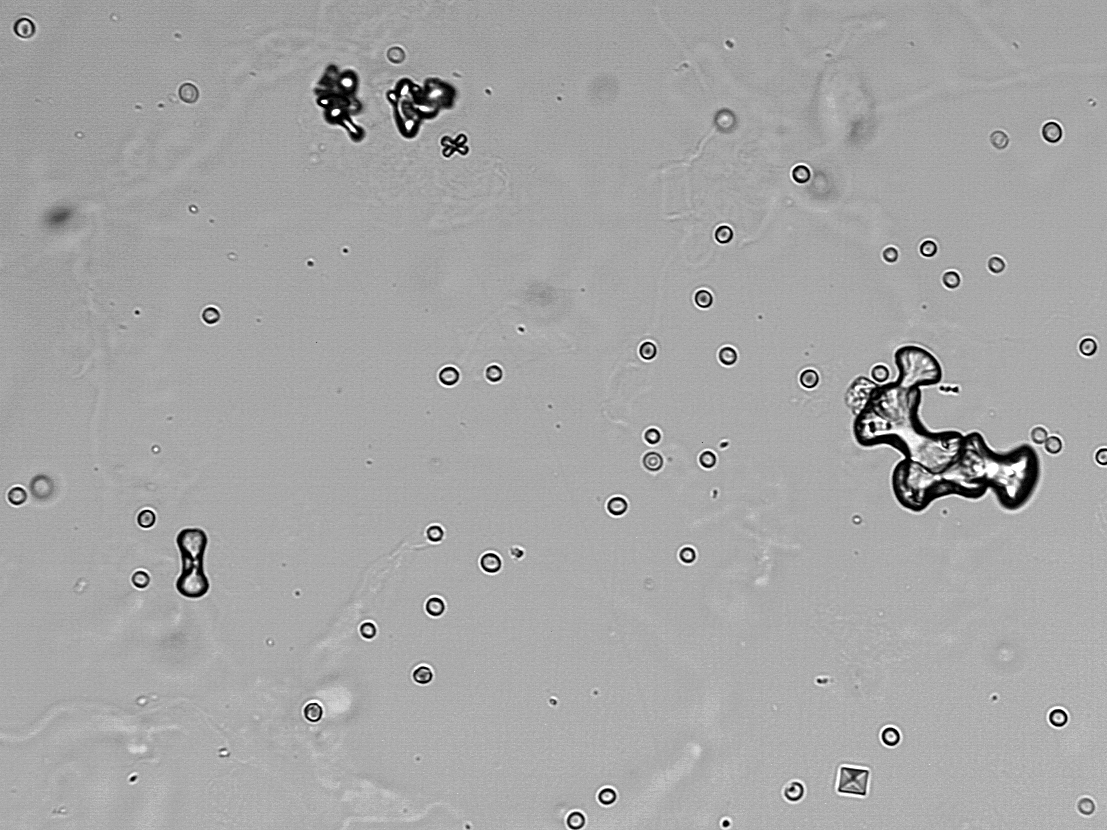
尿液鏡檢顯示一些「一水草酸鈣」結晶(啞鈴狀， some of them clumped) ，一個「二水草酸鈣」結晶(信封狀)和一些血紅細胞。